# Макаронизм
Макарони́зм (итал. macaronismo, от блюда макароны, воспринимавшегося как грубая крестьянская пища, ср. названия вроде «кухонная латынь») — использование слов и словосочетаний различных языков в тексте. К «внутренним» макаронизмам относятся также сложные слова-гибриды, образованные из корней разных языков (например, автомобиль из греч. αὐτο- и лат. mobilis).
Первоначально — слово или выражение из живого народного языка (французского, итальянского), проникавшее в литературную латинскую речь в средневековой западноевропейской литературе. Такая латынь называется макаронической, или кухонной (culinaria); её классический образец имеем в знаменитых «Письмах тёмных людей».
Психологически юмористическое действие макаронизма объясняется тем же явлением неожиданного контраста, которым обусловлены и иные виды художественного комизма. Вполне естественные в разных международных жаргонах, макаронизмы, придуманные издавна, имели значение художественного приёма.
Ещё в поздней античности появляется макарони́ческая поэзия — род шуточных стихов, где эффект комизма достигается смешением слов и форм из различных языков. Однако в своем основном значении макаронической поэзией назывались лишь стихи на латыни, в который вставлялись слова из другого языка, снабжённые латинскими окончаниями (вроде «бабус», «лопатус» гоголевских семинаристов).
Французско-латинский стих «Qui nescit motos, forgere debet eos» («кто не знает слов, должен их создавать»; слова mot и forger — французские) даёт одновременно пример и правило составления макаронизмов. Греко-латинские макаронизмы встречаются ещё у Авсония (IV в. н. э.), но поэтическое значение они получают в произведениях итальянца Тифи дельи Одази, «Carmen macaronicum» (1490), француза Антуана Арена де ла Сабль, «Poëma macaronicum de bello hugonotico», и особенно у Теофила Фоленго, прозв. Merlino Cocaio, образованного бенедиктинца, автора остроумной «Maccaronea» (1484—1544). Образцы макаронической поэзии имеются также у Рабле («Гаргантюа и Пантагрюэль», кн. I, речь о возврате колоколов) и у Мольера («Malade imaginaire», «Troisième Intermède»), в украинской литературе — в «Энеиде» Котляревского, в русской — в «Сенсациях г-жи Курдюковой» Мятлева.
В европейской культуре есть также произведение, в котором макаронизм не просто приём, а целая философия взаимопроникновения культур: это «Поминки по Финнегану» Джеймса Джойса. Макаронизмы в нём созданы на основе 165 языков, диалектов и арго.
Макаронизм как литературный приём свойствен и современной русской литературе, в частности, писателям-постмодернистам. Иногда этим термином пользовались в качестве эвфемизма, скрывая за ним произведения нецензурного (или похабного) характера. В частности, «крупным мастером фривольной макаронической поэзии» нередко называли Петра Шумахера, известного русского поэта нецензурного жанра, как типичного продолжателя традиции Баркова, Пушкина и других мастеров острого и «пикантного» слова.